# Anthophora elbana
Anthophora elbana är en biart som beskrevs av Hermann Priesner 1957. Den ingår i släktet pälsbin och familjen långtungebin. Inga underarter finns listade i Catalogue of Life.

## Beskrivning
Endast hanen har beskrivits. Den är ett litet bi, 8,5 till 9,5 mm långt, med svart grundfärg och elfenbensvit mask på hela ansiktet. På munskölden och huvudets sidor har den vit päls som nästan täcker den svarta ytan. Även mellankroppen och sidorna den första tergiten (ovansidans bakkroppssegment) har vit päls. Tergiterna har även vita hårband i bakänden; resten av ytan är täckt med svart päls med inblandning av gråa hår.

## Ekologi
Som alla i släktet är Anthophora elbana ett solitärt bi och en skicklig flygare som föredrar torrare klimat. Flygperioden varar under februari och mars.

## Utbredning
Arten förekommer i Egypten.